# Casa Esclasans
La casa Esclasans és un edifici de Sant Sadurní d'Anoia (Alt Penedès) inclòs a l'Inventari del Patrimoni Arquitectònic de Catalunya.

## Descripció
És un edifici entre mitgeres de tres crugies, amb planta baixa de gran alçada i dos pisos. La façana presenta com a elements més remarcables les finestres coronelles del segon pis, el coronament amb frontó circular i l'ús de capitells d'inspiració clàssica, cartel·les i permòdols pre-isabelins. La coberta és de teula àrab, a dues vessants. Malgrat les modificacions experimentades, l'obra mostra un llenguatge característic de l'arquitectura de l'eclecticisme.

## Història
La Casa Esclasans està situada al tram superior del carrer de la Diputació un dels eixos de l'eixample vuitcentista de Sant Sadurní. Aquest sector correspon a una primera etapa de construccions relacionada amb l'arribada del ferrocarril el 1865 i amb la construcció de la carretera de Sant Boi a la Llacuna el 1883. El projecte original de planta baixa i pis, realitzat per Ubaldo Iranzo el 16 de juny de 1883, fou aprovat el 26 de juny del mateix any. El projecte d'ampliació, realitzat per Eugeni Campllonch el 21 de juny de 1902, fou aprovat el 2 d'octubre de 1903. Ambdós projectes es conserven a l'arxiu de l'Ajuntament. La construcció fou encarregada per Pere Esclasans i l'ampliació per Francesc Fàbregas.